# Santa Teresa di Riva
Santa Teresa di Riva – miejscowość i gmina we Włoszech, w regionie Sycylia, w prowincji Mesyna.
Według danych na rok 2004 gminę zamieszkiwało 8897 osób, 1112,1 os./km².